# Osuszacz ziębniczy

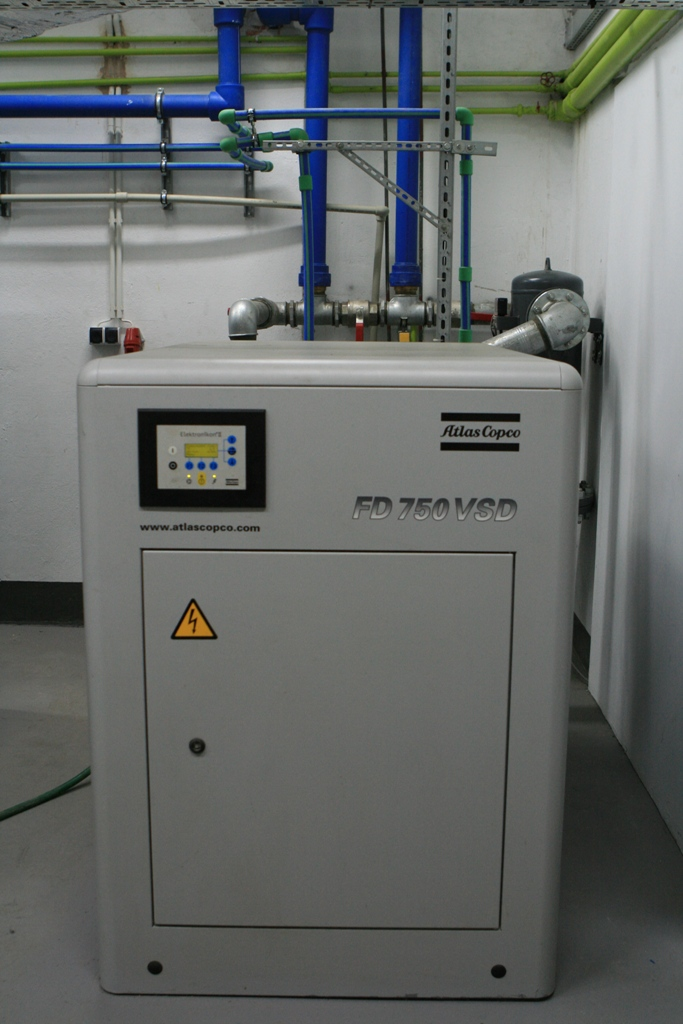
Osuszacz ziębniczy

Osuszacz ziębniczy – urządzenie służące do usuwania wilgoci z powietrza. Następuje to poprzez schłodzenie powietrza do temperatury bliskiej temperaturze zamarzania wody, które powoduje skroplenie zawartej w powietrzu wilgoci. Skroplona wilgoć następnie jest zbierana w tzw. separatorze wody i odprowadzana na zewnątrz osuszacza. Medium schładzającym jest czynnik ziębniczy.
Występują dwa podstawowe rodzaje tych urządzeń:
- osuszacze ziębnicze powietrza atmosferycznego,
- osuszacze ziębnicze sprężonego powietrza.

## Osuszacze ziębnicze powietrza atmosferycznego
Osuszacze ziębnicze powietrza atmosferycznego stosowane są tam, gdzie poziom wilgotności powinien być kontrolowany lub gdzie nie powinno się dopuszczać do skraplania pary wodnej. Urządzenia te są w szczególności przeznaczone do zastosowania w pomieszczeniach gdzie przechowywane są archiwa, magazynowane papiery i inne materiały higroskopijne, firm branży mleczarskiej i przetwórstwa mięsa, pomieszczeń podziemnych, piwnic oraz hal przemysłowych i produkcyjnych, gdzie występują wysokie poziomy wilgotności.

## Osuszacze ziębnicze sprężonego powietrza
Osuszacz ziębniczy sprężonego powietrza usuwa wilgoć z powietrza pod ciśnieniem. Jest to bardzo często stosowany element układu uzdatniania powietrza wytwarzanego przez sprężarkę. Jest stosowany w przemysłowych lub warsztatowych aplikacjach, które wymagają odpowiednio osuszonego sprężonego powietrza. 

### Konstrukcja

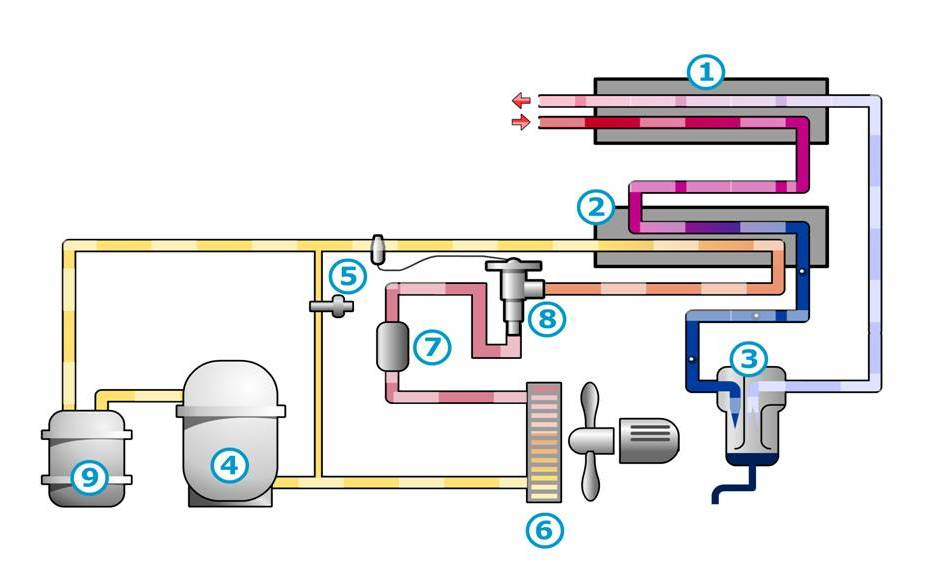
Obieg czynnika ziębniczego
- Separator czynnika ziębniczego (9). Gwarantuje, że czynnik ziębniczy wyłącznie w stanie gazowym dostaje się do sprężarki czynnika – w postaci ciekłej mógłby go uszkodzić.
- Sprężarka czynnika ziębniczego (4). Doprowadza czynnik ziębniczy (w postaci gazowej) do wysokiego ciśnienia i podnosi jego temperaturę
- Skraplacz (6)
- Wentylator skraplacza. Schładza czynnik ziębniczy, który przechodzi ze stanu gazowego w ciecz – w tym stanie jest bardziej efektywny w odprowadzaniu ciepła.
- Filtr czynnika (7). Zabezpiecza zawór rozprężny przed zanieczyszczeniami.
- Zawór rozprężny (8). Redukuje ciśnienie czynnika ziębniczego, a tym samym obniża jego temperaturę i zwiększa właściwości chłodzące; czynnik ziębniczy jest już w zasadzie cieczą, z domieszką gazów szczątkowych.
- Obejście gorącego gazu (5). Reguluje ilość czynnika ziębniczego przechodzącego przez wymiennik ciepła powietrze/czynnik ziębniczy, zapewniając stabilność ciśnieniowego punktu rosy i eliminując możliwość zamarzania kondensatu.

Obieg powietrza
- Wlot powietrza. Gorące nasycone powietrze ze sprężarki wlatuje do osuszacza, następnie w wymienniku ciepła jest schładzane. Poprzez obniżenie temperatury powietrza wlotowego zmniejsza się obciążenie obiegu czynnika ziębniczego.
- Wymiennik ciepła powietrze/czynnik ziębniczy (2). Ciepło przekazywane jest ze sprężonego powietrza do zimnego czynnika ziębniczego, wymuszając kondensację pary wodnej znajdującej się w sprężonym powietrzu. Im bardziej skuteczna jest wymiana ciepła, tym chłodniejsze staje się powietrze i tym więcej pary wodnej ulega kondensacji.
- Wymiennik ciepła powietrze / powietrze (1). Podgrzanie wychodzącego sprężonego powietrza zapobiega kondensacji w sieci sprężonego powietrza
- Separator wody (3). Odbiera i odprowadza kondensat ze sprężonego powietrza; im wydajniejsza jest separacja, tym stabilniejszy jest ciśnieniowy punkt rosy.
- Spust kondensatu
- Wylot powietrza